# Rezoluția Parlamentului European din 19 septembrie 2019 referitoare la importanța memoriei istorice europene pentru viitorul Europei
Rezoluția Parlamentului European din 19 septembrie 2019 referitoare la importanța memoriei istorice europene pentru viitorul Europei este o rezoluție a Parlamentului European adoptată la 19 septembrie 2019 cu 535 de voturi pentru, 66 împotrivă și 52 de abțineri, care solicita amintirea crimelor totalitarismului și propaganda care neagă sau glorifică crimele ideologilor totalitare, și a legat o astfel de propagandă de războiul informațional rus împotriva „Europei democratice”.

## Conținut
Rezoluția a declarat că „regimurile naziste și comuniste au dus la îndeplinire crime în masă, genocid și deportări și au provocat o pierdere de viață și libertate în secolul al XX-lea la o scară nemaivăzută în istoria omenirii”. A condamnat statul rus pentru „propaganda [care încă continuă] pentru a spăla crimele comunismului și a glorifica regimul totalitar sovietic” și a condamnat „conducerea actuală a Rusiei pentru denaturarea faptelor istorice și spălarea crimelor comise de regimul totalitar sovietic”, comportament descris ca un „război informațional împotriva Europei democratice”. Rezoluția a subliniat că există „o nevoie urgentă de a sensibiliza, de a efectua evaluări morale și a desfășura anchete în crimele stalinismului și altor dictaturi”, o chemare la „societatea rusă să-și asume trecutul tragic”, a condamnat Pactul Ribbentrop-Molotov și a subliniat importanța Zilei europene a memoriei victimelor stalinismului și nazismului. Rezoluția și-a exprimat, de asemenea, îngrijorarea cu privire la „utilizarea simbolurilor regimurilor totalitare în sfera publică” și a cerut eliminarea monumentelor și memorialelor „care glorifică regimurile totalitare”.
Rezoluția a fost susținută de grupul Partidului Popular European, grupul Alianța Progresistă a Socialiștilor și Democraților, grupul liberal Renew Europe și grupul Conservatorilor și Reformiștilor Europeni. Rezoluția este considerată parte a apariției unei culturi politice anticomuniste în Uniunea Europeană. Rusia a reacționat puternic la rezoluție, președintele Vladimir Putin numind-o „absolut inacceptabilă”. The Guardian a menționat că rezoluția „a venit după un efort concertat din partea ministerului rus de externe mai devreme [în 2019] pentru reabilitarea Pactului Nazist-Sovietic de neagresiune din 1939”. În 2020, miniștrii de externe din Bulgaria, Republica Cehă, Estonia, Ungaria, Letonia, Lituania, Polonia, România, Slovacia și Statele Unite l-au acuzat pe Putin că a falsificat istoria.